# Улёты
Улёты — село, административный центр Улётовского района Забайкальского края.

## Этимология
Название поселения восходит к монгольскому (калмыцкому и ойратскому) родоплеменному названию.

## География
Село расположено в 120 километрах к юго-западу от Читы.

## История
Впервые упоминается в 1788 году, после прихода землепроходцев в Забайкалье для сбора ясака с местного населения, хлебопашества на Дальнем Востоке.

## Население
| 1959 | 1970  | 1979  | 1989  | 2002  | 2010  | 2021  |
| ---- | ----- | ----- | ----- | ----- | ----- | ----- |
| 4345 | ↗5177 | ↗5957 | ↗6693 | ↘6350 | ↘6061 | ↗6557 |

## Разное
Входит в Перечень населённых пунктов Забайкальского края, подверженных угрозе лесных пожаров